# جگن سایه
کارکس آمبروسا (نام علمی: Carex umbrosa) نام یک گونه از سرده جگن است.